# Béke Palota
A Béke Palota (hollandul: Vredespaleis; kiejtése: [ˈvreːdəspaˌlɛis]) egy nemzetközi jogi közigazgatási épület Hollandiában, Hága városában. Az épület ad otthont az ENSZ Nemzetközi Bíróságának, az Állandó Választottbíróságnak, (PCA) a Hágai Nemzetközi Jogi Akadémiának, a Béke Palota Nemzetközi Jogi Könyvtárának, és a Carnegie Alapítványnak is.
A palotát hivatalosan 1913. augusztus 28-án adták át, és eleinte csak a PCA székházaként funkcionált, amely az 1899-es hágai egyezményekkel jött létre. Andrew Dickson White nagyban hozzájárult a PCA létrejöttéhez, a skót-amerikai acélmágnás Andrew Carnegie 1,5 millió dollárt adományozott a palota építésére. A Béke Palota 2014. április 8-án Európai örökségi címet kapott.
A Béke Palotába számos magyar jogász is kijutott már.

## Története

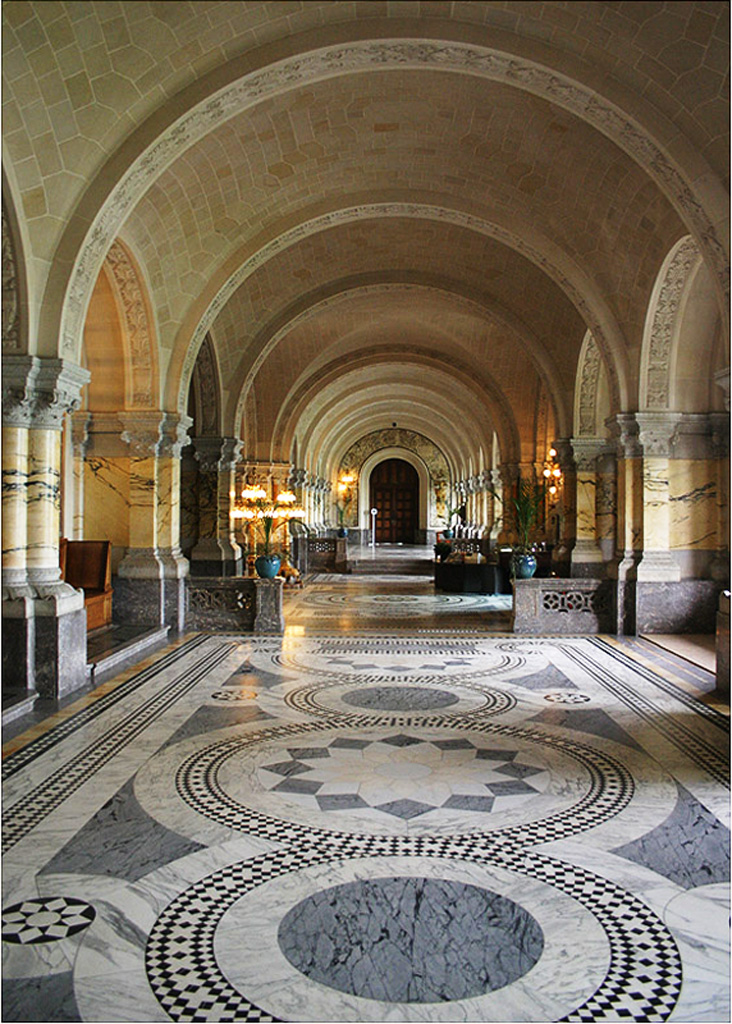
A Békepalota nagyterme – háttérben a Nemzetközi Bíróság tárgyalótermének bejárata

A palotát eredetileg kizárólag az Állandó Választottbíróság székházának tervezték, megálmodói Friedrich Martens orosz és Andrew Dickson White amerikai diplomaták voltak. White 1900-ban felvette a kapcsolatot Andrew Carnegie-vel, aki azonban szkeptikusan fogadta az ötletet, és először csak a könyvtár építését akarta megfinanszírozni. Végül White-nak sikerült meggyőznie a milliomost, aki 1903-ban 1.5 millió amerikai dollárral (mai áron 40 millió dollárral) támogatta a kezdeményezést. White a következőket írta a bíróságról Carnegie-nek:
"Ez a béke temploma, ahol az ajtók mindig nyitva állnak, ellentétben a Janus-templommal, ahol háború esetén zárva vannak [...], sok hosszú évszázad után végre megnyitotta kapuit a bíróság, melynek feladata a népek közötti konfliktusok békés lerendezése. Ez egyfajta szent hely lenne, amelyet a gondolkodó emberek tiszteletben tartanának az egész világon, és amelyben bármely két ország közötti háború esetén az emberek elméje természetesre és normálisra fordul. A fő nehézség most az, hogy a különféle nemzetek lakói nem igazán tudják, mit jelent nekik a hágai egyezmény; de egy ilyen épület megmutatná nekik. Ez lenne a Bíróság "külső és látható jele".
A palota megépítését finanszírozó Andrew Carnegie 1907-ben pályázatot írt ki az épület megtervezésére. A nyertes, neoreneszánsz stílusú terveket Louis Cordonnier francia építész készítette el. A költségvetés keretein belüli építés érdekében Cordonnier és holland munkatársa, Van der Steur némileg átvariálta a tervet. Az eredeti változat szerint a palotának négy harangtornya lett volna, két magasabb elöl, és két alacsonyabb hátul, de ennek költségeit Carnegie már nem tudta biztosítani, emiatt vetették el azt a tervet is, miszerint a könyvtárnak külön épületet szenteltek volna, a pénz hiányában viszont ezt inkább beleépítették a Béke Palotába. Carnegie egyébként akkoriban a világ leggazdagabb emberei közé tartozott, az Egyesült Államokban csak a Rockefeller család volt vagyonosabb nála.

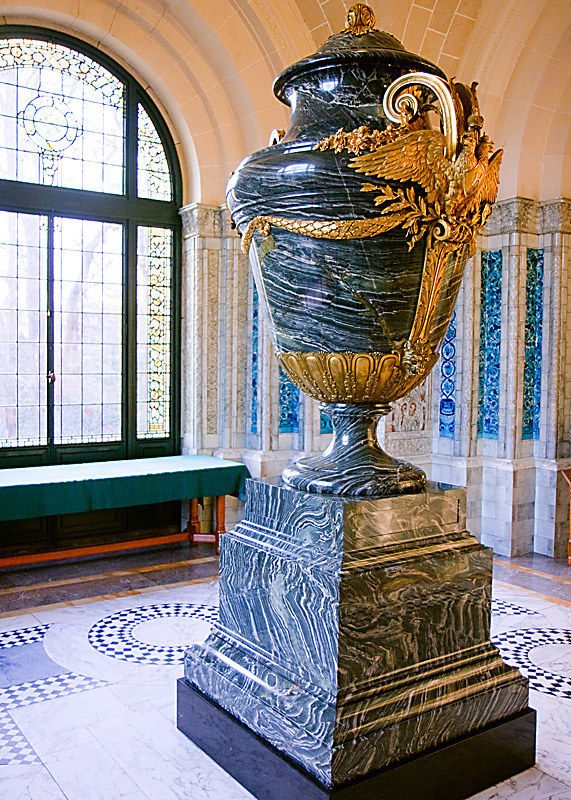
Az Oroszország által adományozott váza

A palota megépítését támogatták az 1907-es hágai konferencián résztvevő nemzetek is: az alapítvány Oroszországtól egy 3,2 tonnás vázát kapott ajándékba, Belgium faragott ajtókat, Olaszország márványt, Dánia egy szökőkutat, Japán faliszőnyegeket, Irán perzsa szőnyegeket, Indonézia és az USA pedig faanyagot adományozott. A toronyban jelenleg is működő órát pedig Svájc adta. A konferencia után ünnepélyesen letették a palota alapkövét.
Az építkezés néhány hónappal később kezdődött el, a Béke Palotát végül 1913. augusztus 28-án, ünnepélyes keretek között adták át, a rendezvényen jelen volt I. Vilma holland királynő, és Andrew Carnegie is.
2007-ben a palota teljes felújításon esett át, a könyvtári részleget átépítették, ezeket Beatrix királynő nyitotta meg ünnepélyesen, 2012-ben pedig egy látogatóközponttal bővült a palota.

### Funkciója
Jelenleg az alábbi szervezeteknek ad otthont a palota:
- Állandó Választottbíróság (1913-tól napjainkig) Az eredeti szervezet, akinek a Béke Palotát építették.
- Nemzetközi Bíróság (1946-tól napjainkig). Amikor a Nemzetek Szövetségét fölváltotta az Egyesült Nemzetek Szervezete, a bíróság az épület bal szárnyát foglalta el, így a könyvtárnak egy melléképületbe kellett költöznie.
- Béke Palota Nemzetközi Jogi Könyvtára (1913-tól napjainkig)
- Carnegie Alapítvány (1913-tól napjainkig)
- Hágai Nemzetközi Jogi Akadémia (1923-tól napjainkig)

## Szobrok
A palotában számos mellszobor található melyek híres békeaktivistákat ábrázolnak.

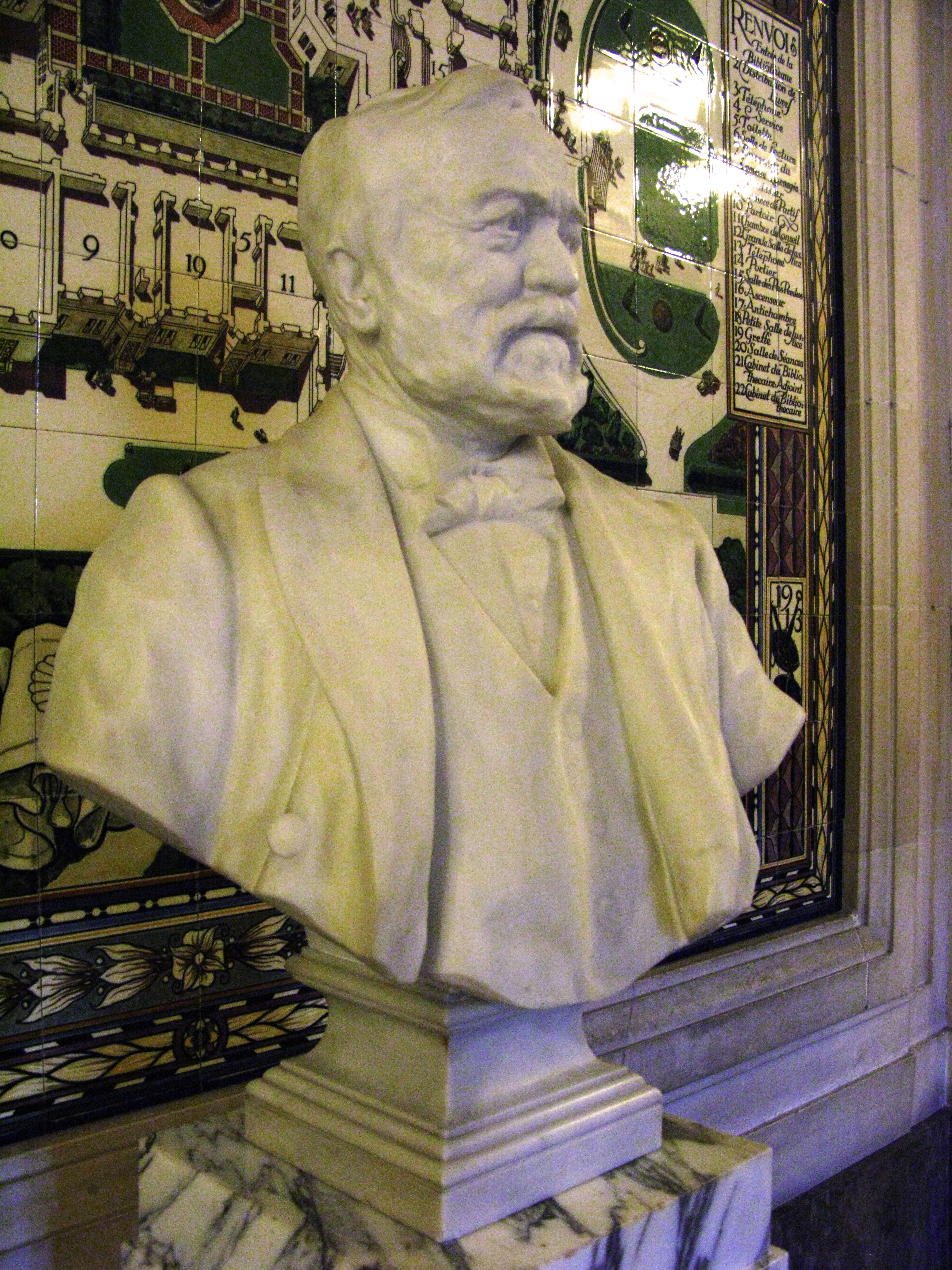
Andrew Carnegie
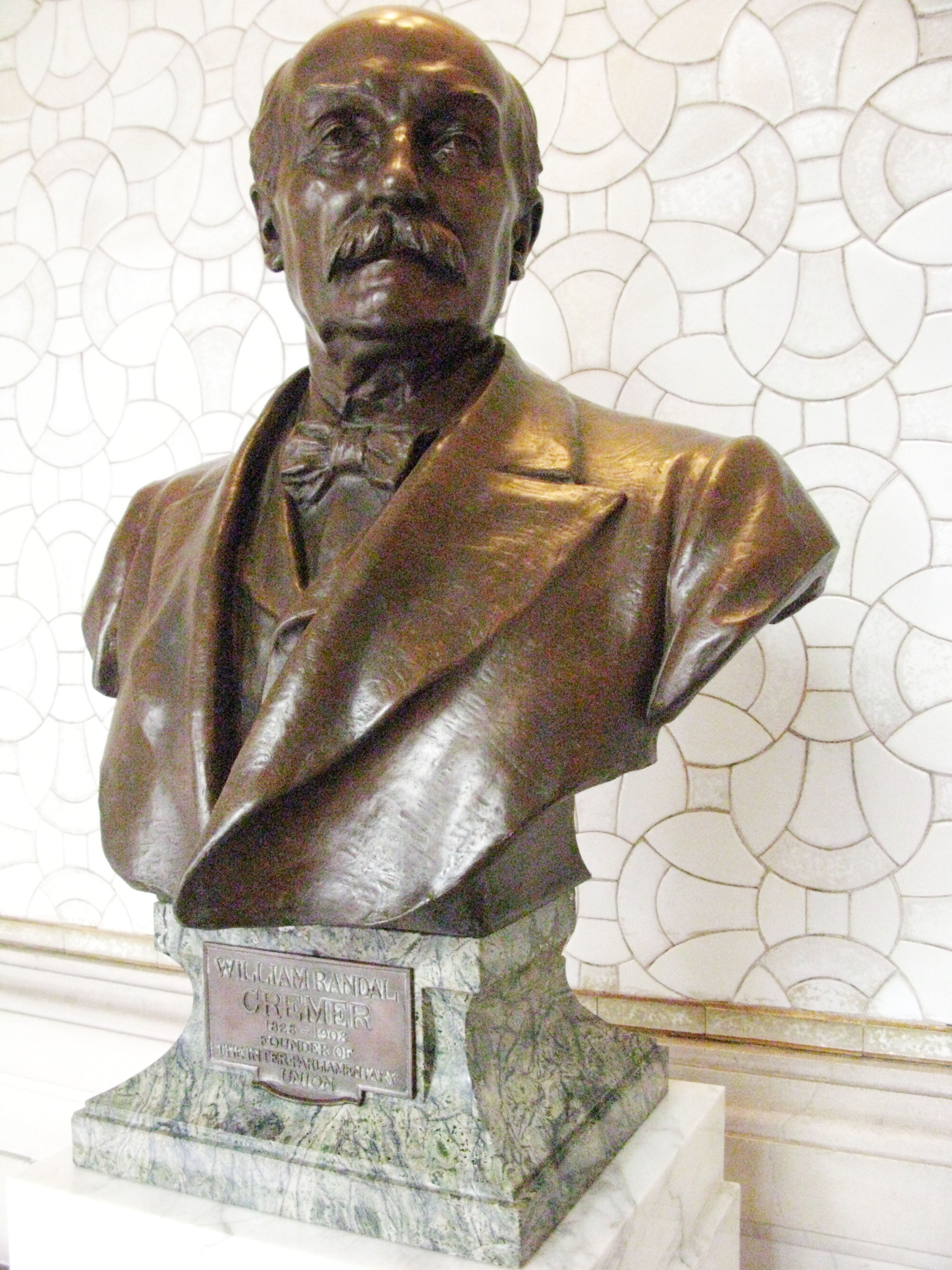
William Randal Cremer
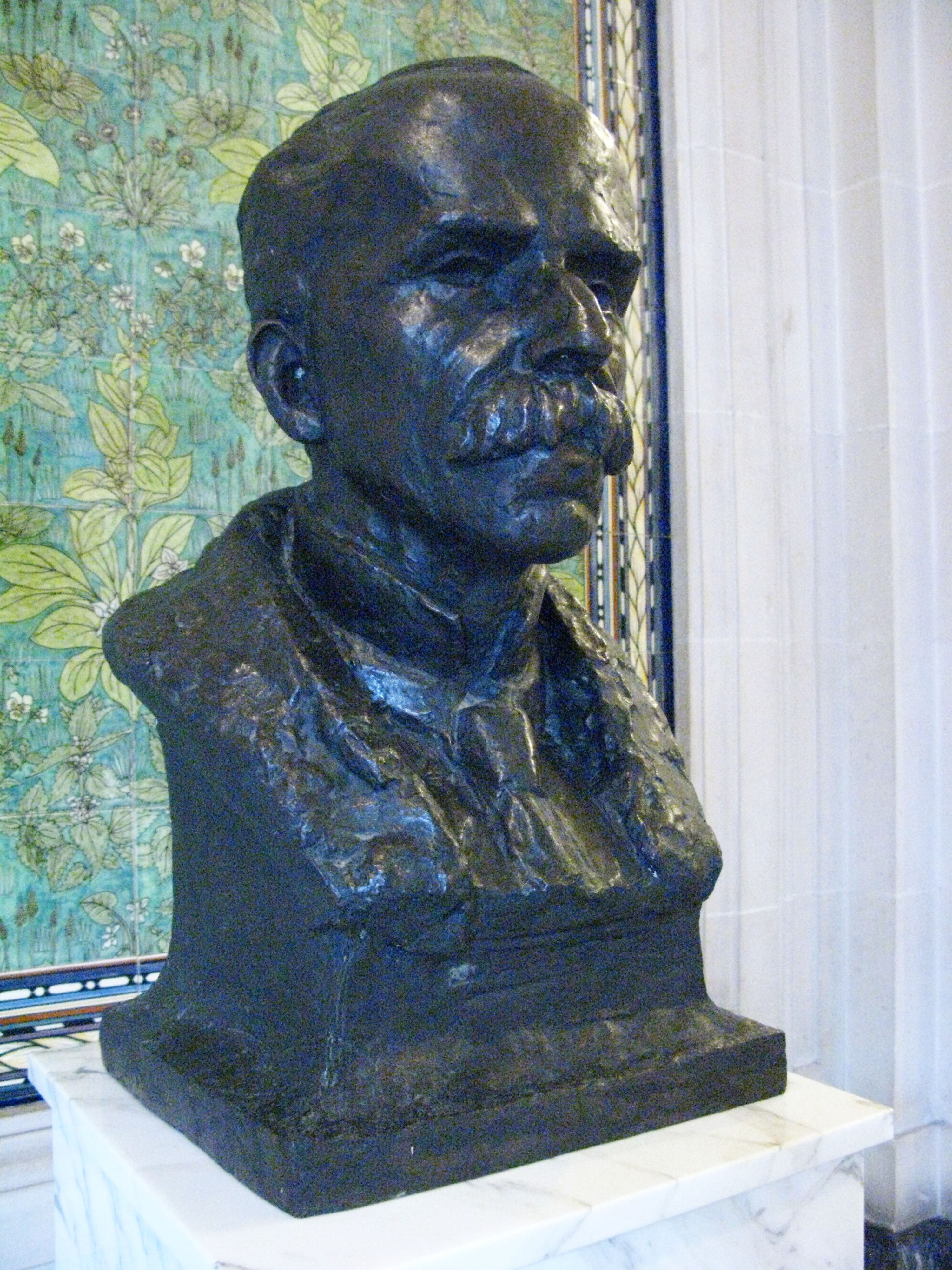
Ruy Barbosa
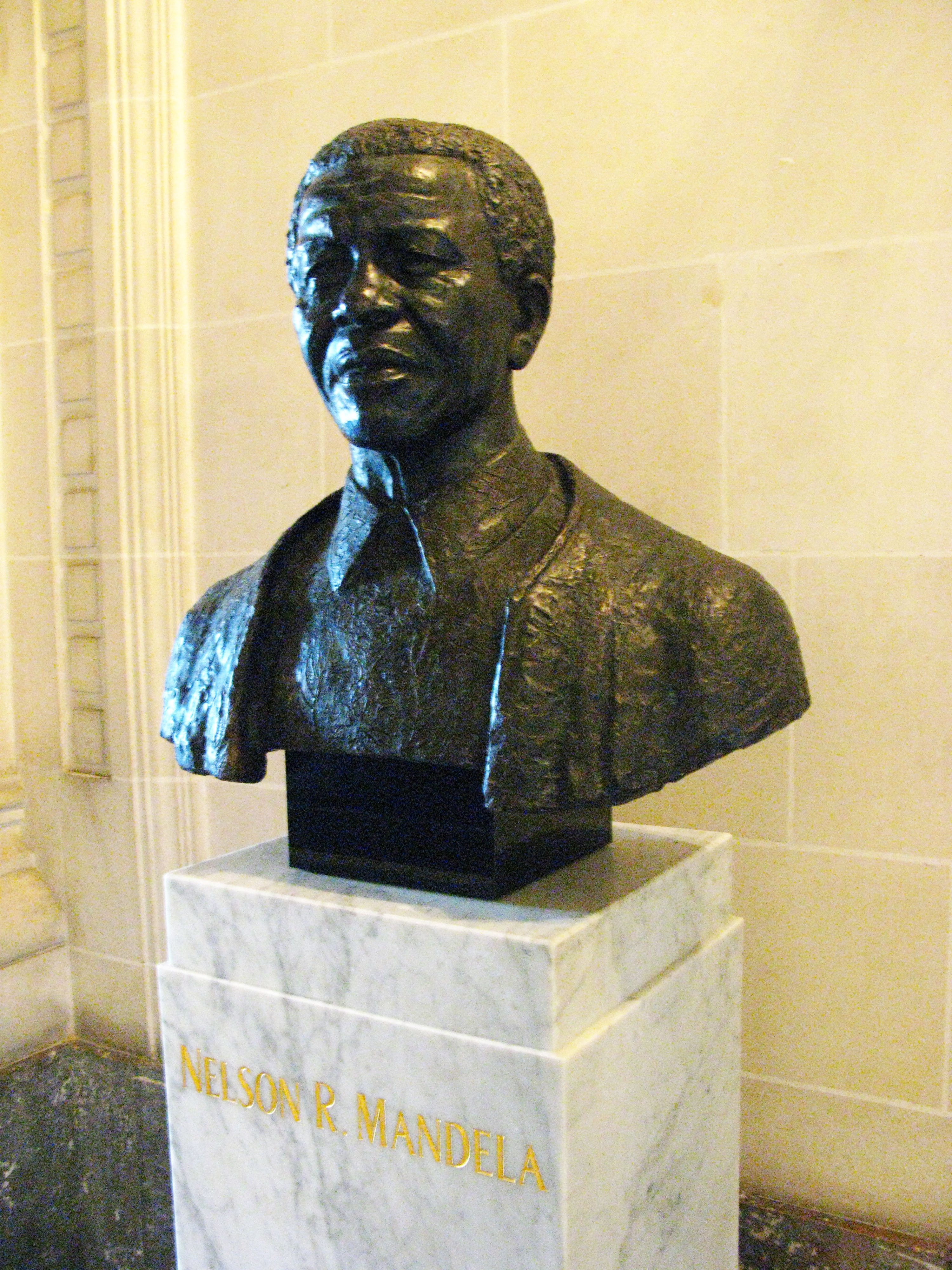
Nelson Mandela
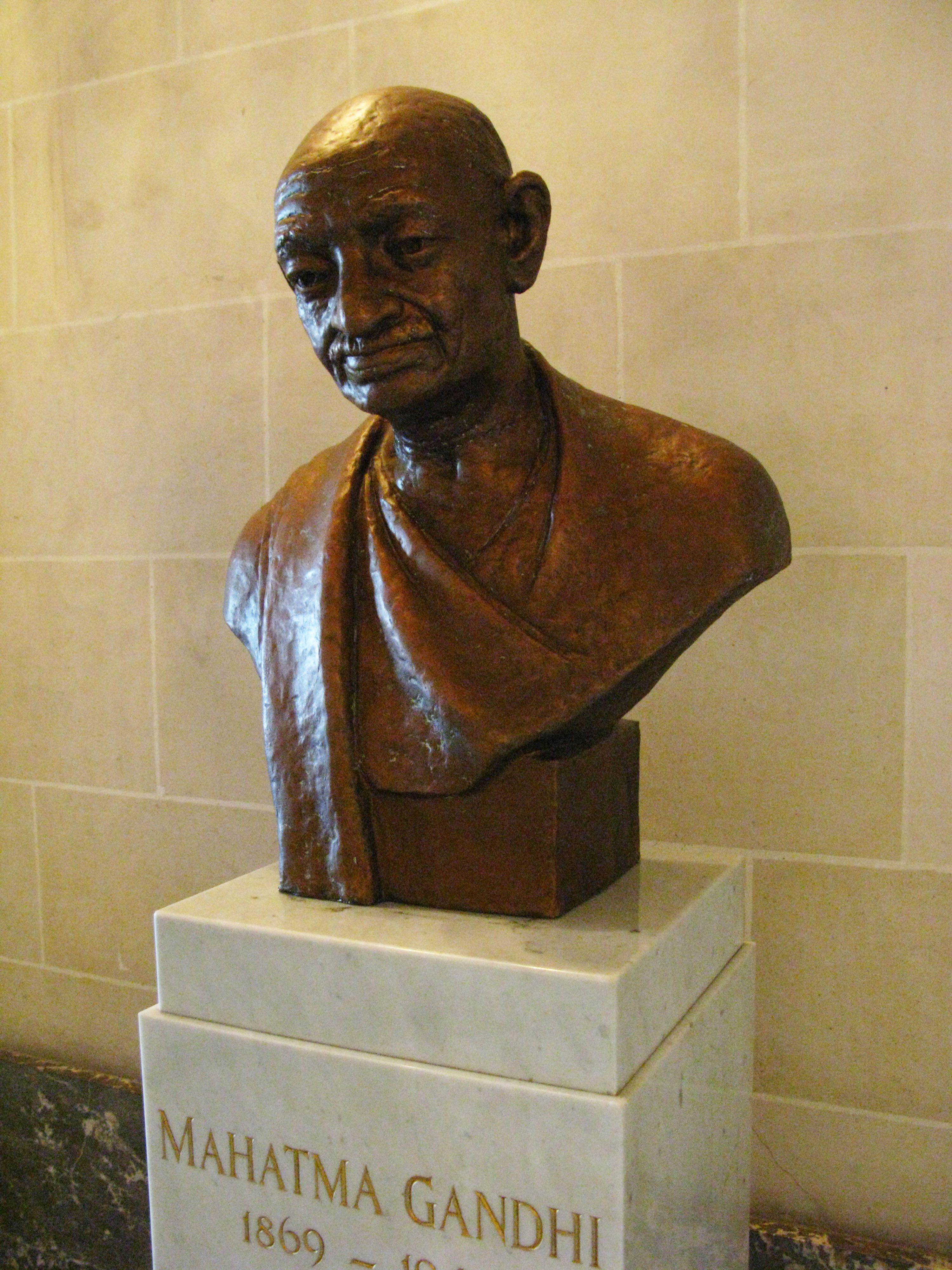
Mahatma Gandhi
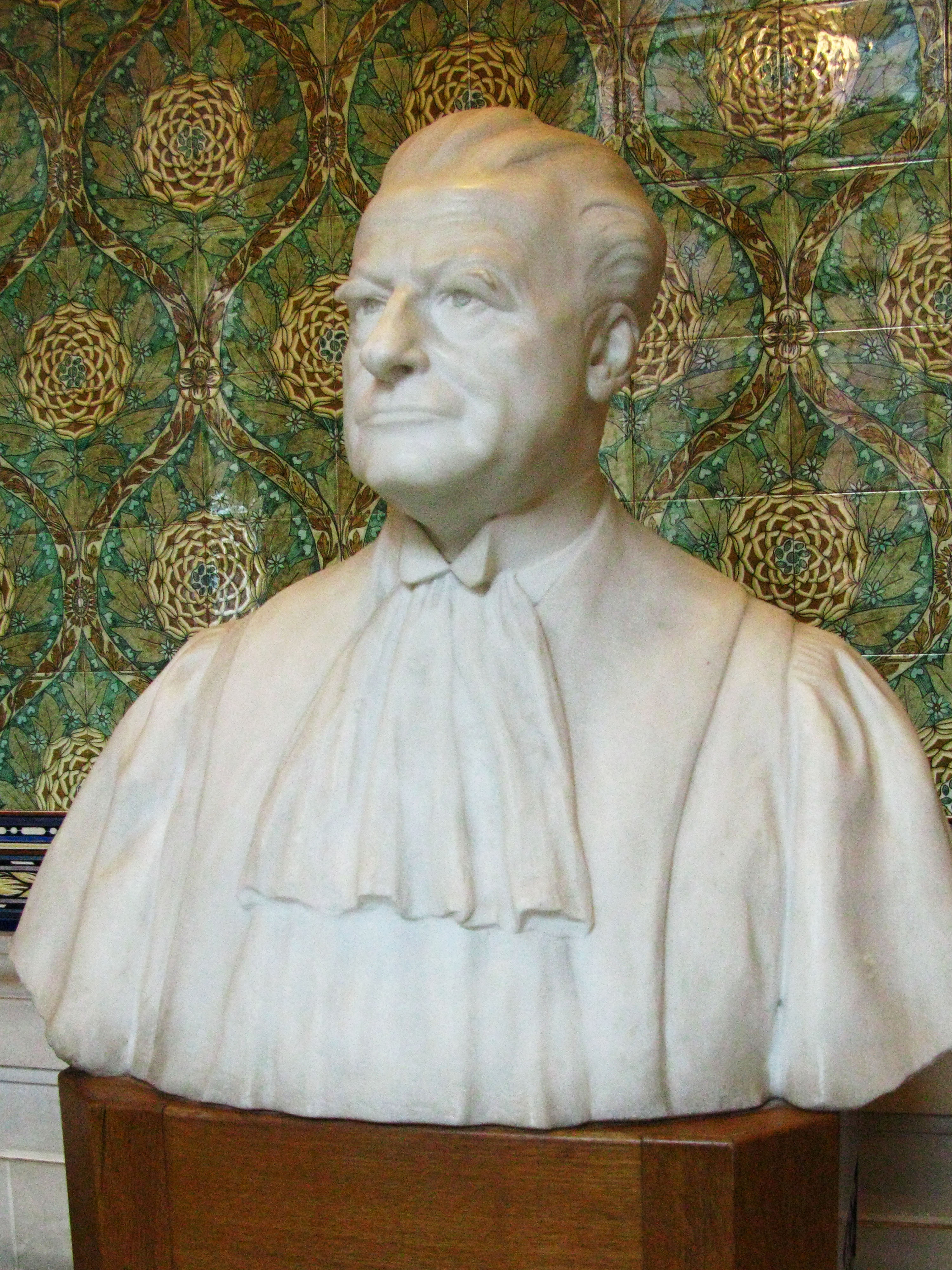
Bernard Loder
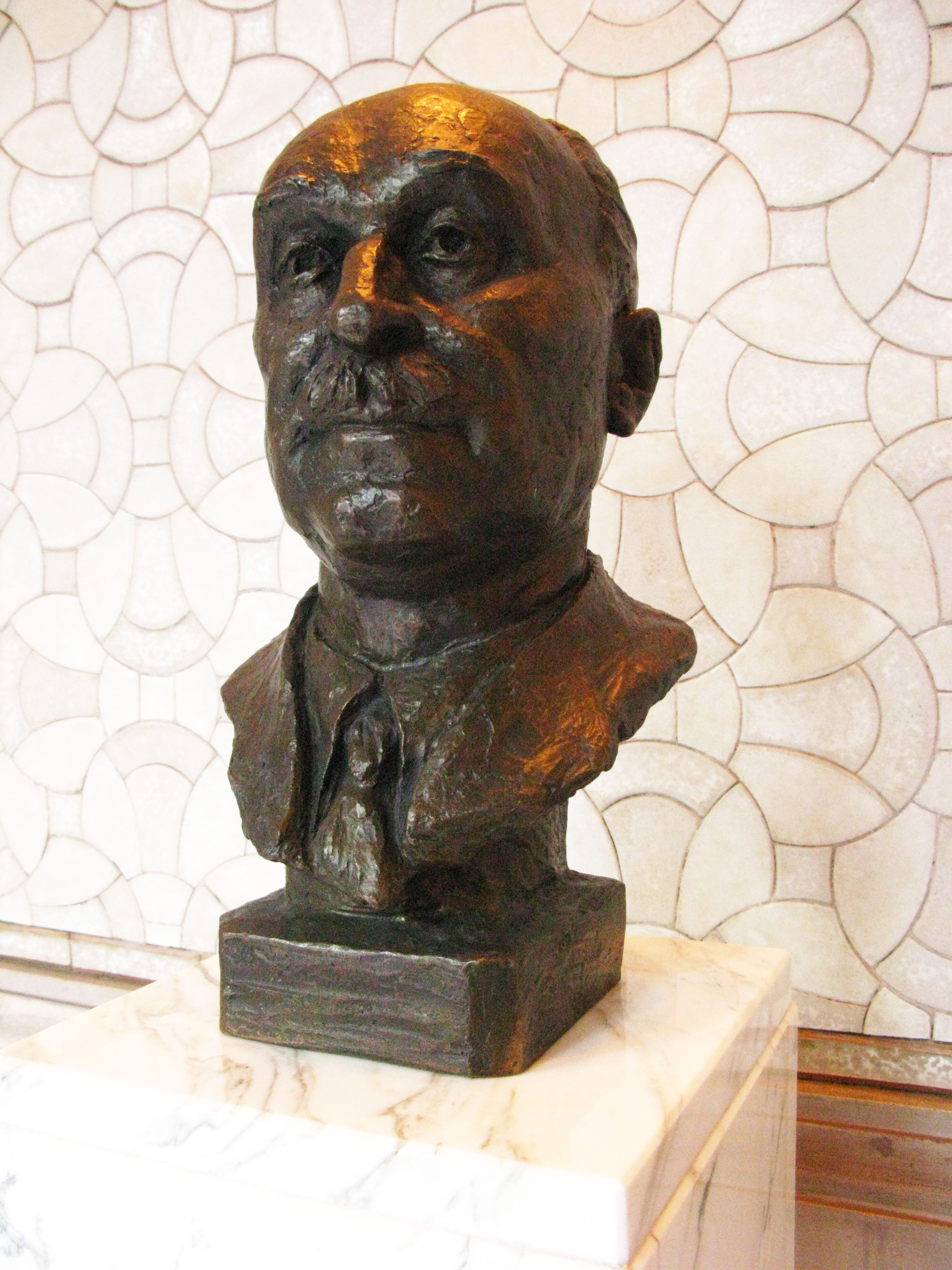
Jean Monnet
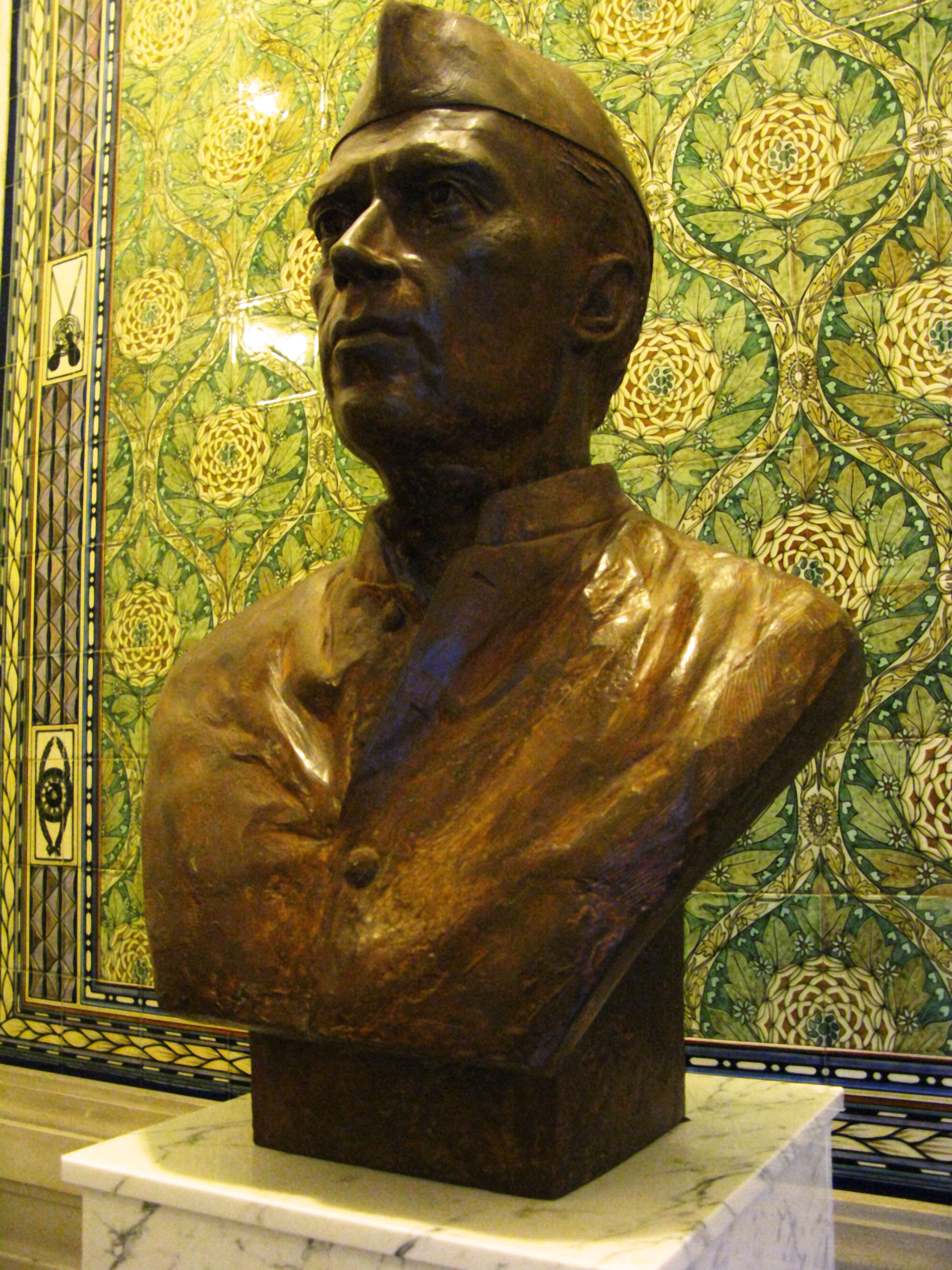
Dzsaváharlál Nehru